# Der Rosenkavalier
« Le Chevalier à la rose » redirige ici. Pour les autres significations, voir Le Chevalier à la rose (homonymie).
Le Chevalier à la rose
Personnages
- La Maréchale, princesse von Werdenberg (soprano)
- Octavian, jeune amant de la Maréchale (mezzo-soprano)
- Le baron Ochs auf Lerchenau, son cousin (basse)
- Faninal (baryton)
- Sophie, la fille de Faninal (soprano)
- Marianne, la duègne de Sophie (soprano)
- Valzacchi, intrigant (ténor)
- Annina, sa complice (contralto)
- Le commissaire de police (basse)
- Le majordome de la Maréchale (ténor)
- Le majordome de Faninal (ténor)
- Le notaire (basse)
- L'aubergiste (ténor)
- Le petit page noir (rôle muet)
- Chanteurs, musiciens, domestiques (Chœur et figuration)

Airs
- « Die Zeit, die ist ein sonderbar' Ding » (La Maréchale)
- « Mir ist die Ehre widerfahren » (Octavian et Sophie)
- « Marie Theres'! / Hab' mir's gelobt » (La Maréchale, Octavian et Sophie)
- « Ist ein Traum / Spür' nur dich » (Octavian et Sophie)

Der Rosenkavalier (en français Le Chevalier à la rose) est un opéra en trois actes, composé par Richard Strauss sur un livret de Hugo von Hofmannsthal, dédié à Harry Kessler, d'après Les Amours du chevalier de Faublas de Jean-Baptiste Louvet « de Couvray ».
Il est créé au Königliches Opernhaus de Dresde le 26 janvier 1911 sous la direction d'Ernst von Schuch, sous la supervision de Max Reinhardt, puis à Monte-Carlo en 1926 et à Paris en 1927, mis en scène par Marie Gutheil-Schoder à qui Strauss a confié exclusivement la direction scénique de ses œuvres,.
Parmi les grandes interprètes du rôle de la Maréchale, on peut citer Lotte Lehmann, Elisabeth Schwarzkopf (de 1952 à ses adieux à la Monnaie de Bruxelles en 1972), Régine Crespin (à partir de 1957), Lisa Della Casa, Christa Ludwig, Anna Tomowa-Sintow, ou encore Felicity Lott, Renée Fleming ou Anja Harteros.
Richard Strauss a modifié la partition pour la musique du film homonyme de 1925 réalisé par Robert Wiene.

## Argument
À Vienne, au milieu du XVIIIe siècle, durant les premières années de règne de Marie-Thérèse d'Autriche, impératrice du Saint-Empire romain germanique

### Acte I
- La chambre de la Maréchale au petit jour

La Maréchale et son jeune amant Octavian échangent des mots tendres. Un bruit dans l'antichambre fait craindre le retour de l'époux de la Maréchale. Mais c'est un cousin, le baron Ochs auf Lerchenau, qui cherche à entrer. Octavian, n'ayant pas le temps de sortir, revêt la robe de Mariandel, la soubrette. Le baron, séduit par les charmes de Mariandel/Octavian, l'empêche de partir. Ochs est venu parler de son proche mariage avec la fille de M. de Faninal, riche commerçant récemment anobli. Il demande à la Maréchale de désigner l'homme digne de présenter à sa fiancée une rose d'argent, comme le veut la coutume. La Maréchale, amusée de voir le baron courtiser Octavian déguisé, lui propose le jeune comte Octavian Rofrano. Elle lui montre un médaillon. Ochs est frappé par la ressemblance du comte avec la soubrette Mariandel et se montre d'autant plus satisfait de ce choix. 
L'entretien est interrompu par l'entrée des gens de la Maréchale : le notaire, le chef de cuisine, une modiste, un couple d'intrigants, le coiffeur, des musiciens, etc. Un ténor se met à chanter. Le baron Ochs et le notaire discutent avec véhémence le contrat de mariage. La Maréchale fait sortir tout le monde. Les intrigants Valzacchi et Annina offrent leurs services à Ochs qui pense les utiliser pour obtenir un rendez-vous avec Mariandel. Restée seule, la Maréchale est prise de mélancolie. Elle sent venir le déclin de sa jeunesse et pressent que son jeune amant la quittera bientôt « Die Zeit, die ist ein sonderbar' Ding ». Octavian, de retour, proteste et l'assure de son amour. Pourtant, il la quitte sans un baiser quand elle renonce à une promenade avec lui.

### Acte II
- Chez M. de Faninal

C'est l'heure de la réception du chevalier à la rose. Le comte Octavian Rofrano présente la rose d'argent à Sophie de Faninal « Mir ist die Ehre widerfahren ». Le dialogue s'engage entre les deux jeunes gens qui sont aussitôt attirés l'un par l'autre. Le comportement grossier du baron Ochs à son arrivée choque profondément Sophie. Quand Faninal emmène le baron pour la signature du contrat de mariage, Sophie, restée seule avec Octavian, lui demande de la protéger. Elle est bien décidée à ne pas épouser son prétendant. La conversation de plus en plus tendre des deux jeunes gens est épiée par Valzacchi et Annina, qui préviennent le baron. Octavian somme le baron de renoncer à Sophie. Le ton monte. Ochs est finalement obligé de dégainer son épée et Octavian le blesse au bras. Le baron hurle et tout le monde crie au scandale. Faninal renvoie Octavian et menace Sophie de l'envoyer au couvent si elle s'oppose au mariage avec Ochs. Le baron reçoit un billet doux de Mariandel et la perspective d'un rendez-vous lui fait oublier sa mésaventure.

### Acte III
- Une chambre dans une auberge

Valzacchi et Annina, furieux de n'avoir pas été récompensés par le baron, sont passés au service d'Octavian. Ils introduisent des comparses qui se cachent pour surprendre le baron en compagnie de la soi-disant soubrette. Ochs et Mariandel se mettent à table. Le baron, troublé par la ressemblance avec Octavian, se sent mal à l'aise. Annina, dissimulée sous des vêtements de deuil, se présente et prétend être sa femme abandonnée. Des enfants font irruption en criant : « Papa ! Papa ! » Tout le personnel accourt. Octavian envoie chercher Faninal. Un commissaire de police interroge le baron. Ochs prétend qu'il est simplement en train de souper avec sa fiancée mais Faninal et Sophie surviennent et le scandale est complet. La Maréchale, avertie de la situation, arrive et devine tout. Elle fait comprendre au baron Ochs qu'il conviendrait pour sa dignité de disparaître promptement et il se voit contraint d'obéir. Son départ provoque une grande agitation parmi le personnel qui cherche à être payé. Une fois le calme revenu, la Maréchale reste seule avec Sophie et Octavian « Marie Theres'! / Hab' mir's gelobt ». Le jeune homme ne sait que dire mais la Maréchale a déjà compris que le jour qu'elle redoutait était arrivé. Elle conduit Sophie vers Octavian et se retire. Les deux jeunes gens, restés seuls, chantent leur bonheur « Ist ein Traum / Spür' nur dich ».

## Suites d'orchestre
En 1944, Richard Strauss tire de son opéra deux suites, Walzerfolgen nos 1 & 2 (Suites de Valses nos 1 et 2) qui reprennent respectivement des extraits des deux premiers actes et du troisième.
En 1945, Strauss autorise la publication d'une Suite tirée de son opéra, mais n'est apparemment pas impliqué dans l'arrangement de celle-ci. Le chef Artur Rodziński en serait à l'origine et la dirige même une première fois en octobre 1944 à la tête de l'Orchestre philharmonique de New York. De nos jours, elle est régulièrement programmée au concert.

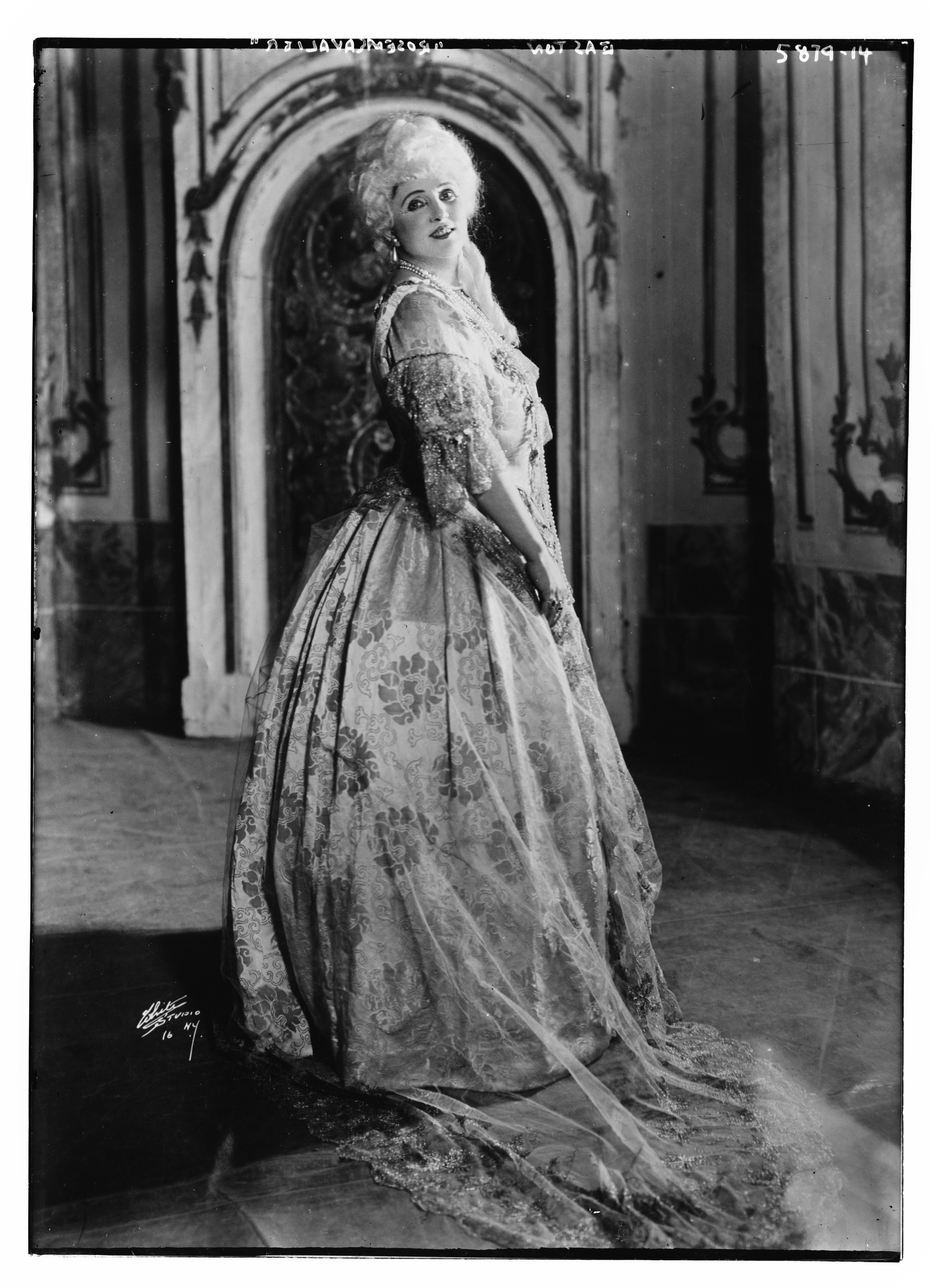
Easton dans Rosenkavalier.

La suite débute fiévreusement sur les premières minutes du prélude original de l'opéra, décrivant la passion de la Maréchale et d'Octavian. Vient ensuite la présentation de la rose d'argent, puis le duo Octavian-Sophie (hautbois-cor). La Maréchale réalise alors que Octavian pourrait la quitter pour une femme plus jeune qu'elle. L'amour des deux jeunes gens se raffermit, mais l'irruption du baron Ochs sur des harmonies dissonantes et claudicantes vient interrompre l'histoire. Les violons introduisent la première valse, suivie d'une seconde valse menée par le violon solo sur le thème du prélude, avant que l'orchestre ne reprenne la première valse. Après une courte pause vient le trio Maréchale-Octavian-Sophie : la Maréchale réalise tristement qu'Octavian la quittera pour Sophie, le tout amenant à un apogée musical extraordinaire ; ce climax débouche sur le duo final Octavian-Sophie qui chantent, insouciants, leur amour. La suite se termine sur une reprise de la première valse, décrivant le baron Ochs sous un jour pompeux, avec une coda composée pour l'occasion, reprenant notamment le thème du prélude.
La notoriété de cette suite « officieuse » est telle qu'elle est bien plus enregistrée que les deux séquences de valses de Strauss lui-même : Herbert Blomstedt a enregistré les deux suites de Strauss avec l'Orchestre du Gewandhaus de Leipzig, alors que Mariss Jansons a fait de la suite d'orchestre de 1945 une de ses œuvres préférées.

## Cinéma
Le réalisateur autrichien Robert Wiene a tourné en 1925 le film muet Der Rosenkavalier en noir et blanc. D'une durée de 1 h 50, sa première projection a lieu au Semperoper, l'opéra de Dresde, le 10 janvier 1926, avec un orchestre dirigé par Richard Strauss lui-même.

## Mises en scène notables
- 1968 : Otto Schenk ; décors de Jürgen Rose pour le Wiener Staatsoper[4], reprise en 1972 pour le Bayerische Staatsoper de Munich.
- 1969 : Nathaniel Merrill pour le Metropolitan Opera[5].
- 1984 : Jean-Louis Thamin, Théâtre de la ville, Nouveau théâtre de Nice
- 1984, mise en scène de John Schlesinger pour le Royal Opera House
- 1995 : Herbert Wernicke, Festival de Salzbourg puis création à l'opéra de Paris, et reprise en 2016[6].
- 2004 : Robert Carsen pour le festival de Salzbourg
- 2009 : Dieter Kaegi pour l'opéra de Monte Carlo puis celui de Marseille[7]
- 2014 : Harry Kupfer pour le festival de Salzbourg.
- 2015 : Jan Philipp Gloger pour l'Opéra d'Amsterdam.
- 2017 : Robert Carsen pour le Royal Opera House[8], le Metropolitan Opera[9].
- 2021 : Barrie Kosky pour le Bayerische Staatsoper de Munich[10].
- 2022 : Damiano Michieletto pour le théâtre de la Monnaie à Bruxelles[11]
- 2025 : Krzysztof Warlikowski pour le théâtre des Champs-Elysées à Paris[12]

## Enregistrements
- Elisabeth Schwarzkopf  (La Maréchale), Otto Edelmann (Ochs), Christa Ludwig (Octavian), Teresa Stich-Randall (Sophie), Eberhard Wächter (Faninal), Philharmonia Orchestra, Herbert von Karajan, EMI classics, 1956
- Marianne Schech (La Maréchale), Kurt Böhme (Ochs), Irmgard Seefried (Octavian), Rita Streich (Sophie), Staatskapelle de Dresde, Karl Böhm, DG, 1960
- Lisa Della Casa (La Maréchale), Otto Edelmann (Ochs), Sena Jurinac (Octavian), Hilde Gueden (Sophie), Erich Kunz (Faninal), Orchestre Philharmonique de Vienne, Herbert von Karajan, Festival de Salzbourg, 26 juillet 1960
- Régine Crespin (La Maréchale), Elisabeth Söderström (Octavian), Hilde Gueden (Sophie), Heinz Holecek (Faninal), Orchestre de Vienne, Silvio Varviso, Decca, 1964 (extraits)
- Régine Crespin (La Maréchale), Manfred Jungwirth (Ochs), Yvonne Minton (Octavian), Helen Donath (Sophie), Otto Wiener (Faninal), Orchestre Philharmonique de Vienne, Sir Georg Solti, Decca, 1968 (intégrale)
- Christa Ludwig (La Maréchale), Theo Adam, Tatiana Troyanos (Octavian), Edith Mathis (Sophie), Otto Wiener (Faninal), Wiener Philharmoniker, Karl Böhm, DG, 1969
- Christa Ludwig (La Maréchale), Gwyneth Jones (Octavian), Lucia Popp (Sophie), Orchestre Philharmonique de Vienne, Leonard Bernstein, CBS, 1971 (intégrale)
- Claire Watson (La Maréchale), Brigitte Fassbaender (Octavian), Lucia Popp (Sophie), Orchestre Philharmonique de Vienne, Carlos Kleiber, Arkadia, 1974 (intégrale)
- Gwyneth Jones (La Maréchale), Brigitte Fassbaender (Octavian), Lucia Popp (Sophie), Chor der Bayerischen staatoper, Bayerisches staatsorchester, Carlos Kleiber, DVD Deutsche Grammophon, 1979 (intégrale)
- Nina Stemme (La Maréchale), Alfred Muff (Ochs), Vesselina Kasarova (Octavian), Malin Hartelius (Sophie), Rolf Haunstein (Faninal), Opernhaus Zurich, Franz Welser-Möst, DVD EMI classics
- Felicity Lott (La Maréchale), Anne Sofie von Otter (Octavian), Kurt Moll (Ochs), Gottfried Hornik (Faninal), Barbara Bonney (Sophie), Heinz Zednik (Valzacchi) et Anna Gonda (Annina), Orchestre Philharmonique de Vienne, Carlos Kleiber ; enregistré à Vienne en mars 1994, DG[13]
- Renée Fleming (La Maréchale), Sophie Koch (Octavian), Diana Damrau (Sophie), Franz Hawlata (Ochs), Jonas Kaufmann (le chanteur italien),  Orchestre philharmonique de Munich, dir. Christian Thielemann, DVD Decca- 2009[14] puis reprise en 2012[15].

## Films de concert
- Elisabeth Schwarzkopf (La Maréchale), Erich Kunz (Faninal), Anneliese Rothenberger (Sophie), Otto Edelmann (Le Baron Ochs von Lerchenau), Sena Jurinac (Octave), Festival de Salzbourg 1960, grand palais, Wiener Philharmoniker, Herbert von Karajan (Autriche, 1960 ; 185 min ; filmé en 35 mm ; production : Salzburg)[16],[17].

## Hommage
L'astéroïde (5039) Rosenkavalier, découvert en 1967, est nommé en l'honneur de l'opéra.